# 1944 no teatro

## Nascimentos
| Data           | Nome          | Profissão     | Nacionalidade | Observações | Ref |
| -------------- | ------------- | ------------- | ------------- | ----------- | --- |
| 14 de janeiro  | Zita Duarte   | atriz         | Portugal      | m. 2000     |     |
| 6 de Agosto    | Irene Ravache | atriz         | Brasil        |             |     |
| 28 de Dezembro | Édgar Vivar   | ator e médico | México        |             |     |

## Mortes
| Data | Nome | Profissão | Nacionalidade | Observações | Ref |
| ---- | ---- | --------- | ------------- | ----------- | --- |